# Zone de Kiesselbach
Le zone de Kiesselbach est un plexus vasculaire formé de quatre ou cinq artères qui s'anastomosent dans le cloison nasale.
Il se situe dans la partie antéro-inférieure du septum.
C'est souvent le siège des saignements du nez.

## Structure
La zone de Kiesselbach est une anastomose entre quatre ou cinq artères :
- l'artère ethmoïdale antérieure, branche de l'artère ophtalmique.
- l'artère sphénopalatine, branche terminale de l'artère maxillaire.
- l'artère grande palatine, une branche de l'artère maxillaire.
- une branche septale de l'artère labiale supérieure, une branche de l'artère faciale.
- l'artère ethmoïdale postérieure, une branche de l'artère ophtalmique. Pour cette dernière son appartenance au plexus ne fait pas consensus, certain la considère comme une simple source vasculaire du septum nasal.

Elle descend verticalement juste derrière la columelle et traverse le plancher du nez et rejoint le plexus veineux sur la paroi nasale latérale.

## Aspect clinique
Nonante pour cent des saignements de nez (épistaxis) proviennent de la zone de Kiesselbach.
C'est une zone fragile qui est exposée à l'effet desséchant de l'air inhalé.
Elle peut également être endommagée par un ongle lors d'un décrottage de nez. Un médecin peut utiliser un spéculum nasal pour déterminer si le saignement provient de la zone de Kiesselbach.

## Historique
James Lawrence Little (1836–1885), un chirurgien américain, a décrit la région en détail pour la première fois en 1879. Little a décrit la zone comme étant "à environ un demi-pouce... du bord inférieur du milieu de la colonne [septum]".
La zone de Kiesselbach porte le nom de Wilhelm Kiesselbach (1839–1902), un otorhinolaryngologiste allemand qui a publié un article sur la région en 1884.